# マレーヤマバショウ
マレーヤマバショウ（馬来山芭蕉、学名: Musa acuminata）は、東南アジア原産のバナナの一種である。現代の食用デザートバナナの多くはこの種に由来するが、一部はリュウキュウバショウ（Musa balbisiana）との交雑種（M. × paradisiaca）である。およそ1万年前（紀元前8000年）にから栽培される。
種小名のacuminataはラテン語で「鋭い」の意。

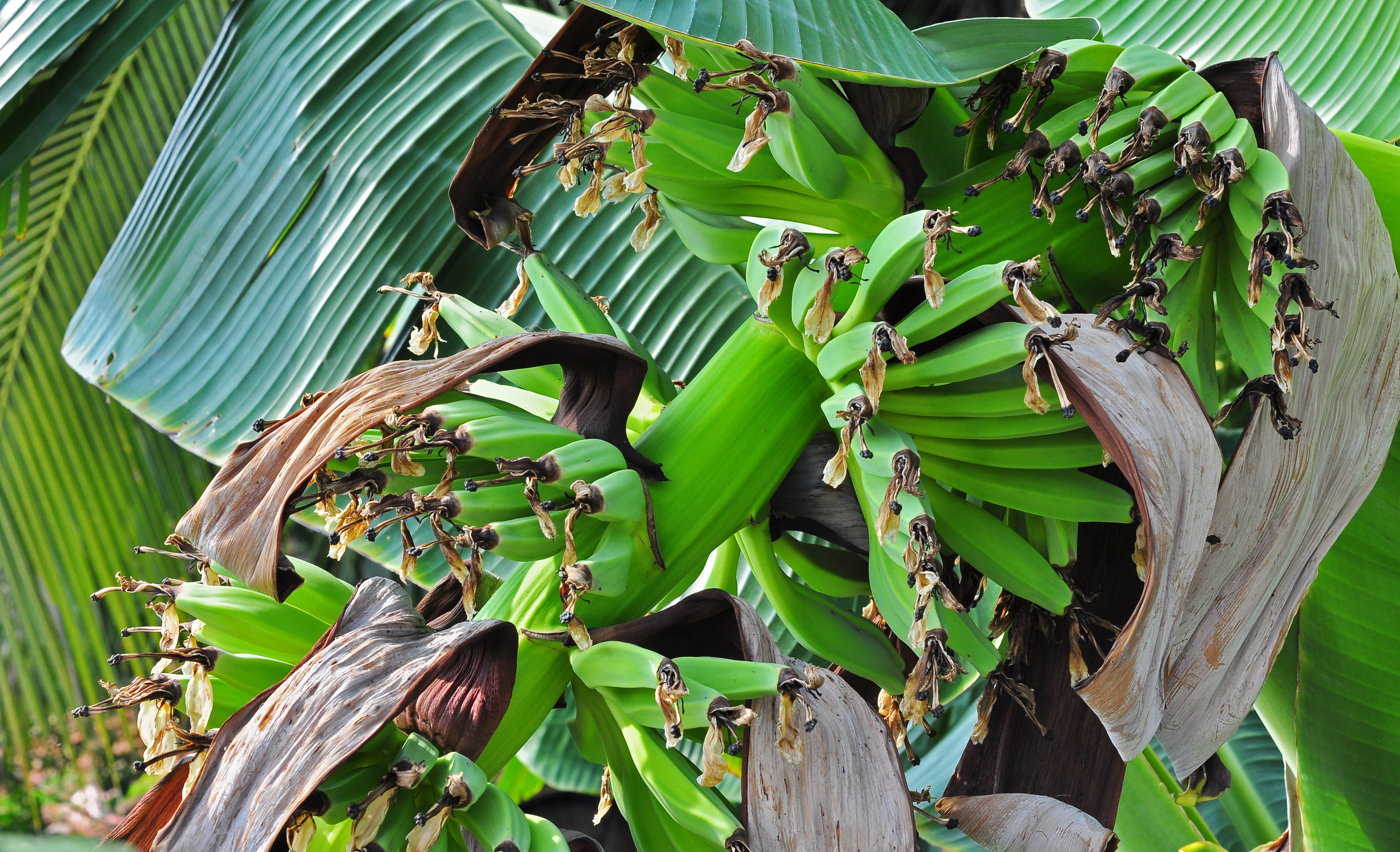
果実（インド西ベンガル州）。

## 記載
マレーヤマバショウは木ではなく、常緑多年生草本である。幹（偽茎と呼ばれる）は、完全にあるいは部分的に埋もれた球茎から生じた葉鞘が、緊密に折り重なった層で出来ている。
花序はこの幹から水平あるいは斜めに成長する。個々の花は白色から黄味がかった白色で、負の屈地性を示す（すなわち、地面とは反対の方向、上向きに成長する）。雄花と雌花は、両方が単一の花序中にある。雌花は根本側にあり、果実へと成長する。雄花は先端側の革質の苞の間にある。
果実は細く、漿果にあたり、個々の大きさは含まれる種子の数による。それぞれの果実は15から62個の種子を含む。それぞれの果房には、平均して161.76 ± 60.62個の果実があり、個々の果実の大きさはおよそ2.4 cm × 9 cmである。
本種の野生のものでは、種子は直径およそ5–6 mmである。種子の形は亜球形あるいは角があり、非常に硬い。胚は非常に小さく、胚珠の先端に位置する。個々の種子は、バナナの可食部にあたるデンプン質の柔組織に包まれる。典型的なものでは、可食部の厚みは種子の大きさのおよそ4倍（0.23 cm3）である。本種の野生のものは 2n=2x=22の染色体を持つ2倍体であるのに対し、栽培品種はほぼ3倍体（2n=3x=33）で単為結果性であり、種子のない果実を付ける。最も身近なデザートバナナの栽培品種はキャベンディッシュ亜群に属する。こうした有用な栽培品種は、栄養繁殖から得られた自然突然変異を通して形成された。種子に対する果肉の比率は、「種なし」の食用栽培品種において劇的に増加しており、23倍にあたる。種子はほぼ不稔で、果実の中心軸に沿った黒い点状の粒にまで小さくなっている。

## 分類
バショウ属（Musa）のMusa節（旧Eumusa節）に属する。バショウ属はショウガ目のバショウ科に属する。本種はいくつかの亜種に分けられる。
本種はイタリアの植物学者ルイジ・アロイシャス・コッラにより、著書『Memorie della Reale Accademia delle Scienze di Torino』（1820年）において初めて記載された。本種に当たる植物や、本種に由来する交雑種に対しては、他にも様々な学名が発表されている。例えばリンネによるMusa sapientumは、現在マレーヤマバショウ（Musa acuminata） とリュウキュウバショウ（Musa balbisiana）の交雑種として知られているが、マレーヤマバショウを指す学名で最も古いのは、コッラによるもので、国際植物命名規約に従い、その他の学名に優先している。コッラは、自然由来とはいえ、栽培品種のように種子を形成しない倍数体を用いて記載を行ったとはいえ、マレーヤマバショウとリュウキュウバショウの2種を野生の祖先種として認識した、最初の著者でもある。

### 亜種
マレーヤマバショウは非常に多様性が高く、6から9の亜種が認められる。以下は最も一般に受け入れられている亜種である。
- Musa acuminata subsp. burmannica Simmonds
  - = Musa acuminata subsp. burmannicoides De Langhe
  - ビルマ、南インド、スリランカに分布。
- Musa acuminata subsp. errans Argent
  - = Musa errans Teodoro, Musa troglodyatarum L. var. errans, Musa errans Teodoro var. botoan
  - フィリピンに分布。フィリピン語でsaging matsing、saging chonggo（どちらも「猿のバナナ」を意味する）[17][17]、saging na ligao（野生のバナナ）、agutayと呼ばれる。現代のデザートバナナの多く（AA群（英語版）およびAAA群）の重要な母系祖先種である。花序は青紫色で、未熟な果実は非常に薄い緑色。
- Musa acuminata subsp. malaccensis (Ridley) Simmonds
  - = Musa malaccensis Ridley
  - マレーシアとスマトラ島に分布。ラツンダンバナナ（英語版）の父系祖先種。
- Musa acuminata subsp. microcarpa (Beccari) Simmonds
  - = Musa microcarpa Beccari
  - ボルネオ島に分布。栽培品種「Viente Cohol」の祖先種。
- Musa acuminata subsp. siamea Simmonds
  - カンボジア、ラオス、タイに分布。
- Musa acuminata subsp. truncata (Ridley) Kiew
- Musa acuminata subsp. zebrina（英語版）  (Van Houtte) R. E. Nasution
  - ジャワ島原産。日本ではゼブリナバナナ、英語ではblood bananaとして知られる。葉は暗緑色で、暗赤色の斑模様が入っており、観賞植物として栽培される。細く伸びる偽茎とブドウに似た種子を持つ。広域で栽培されるバナナとしては最も古いものの一つで、東は太平洋、西はアフリカまで広がり、アフリカでは東アフリカ高地系バナナ（AAA群のMutika/Lujugira亜群）の父系祖先種となった。ハワイでは「Mai'a 'Oa」と呼ばれ、ヨーロッパ人が接触する前に導入されたバナナのうち、種子が得られるバナナとしては唯一のものであったため、文化的・民間療法的に重要視される。

## 分布

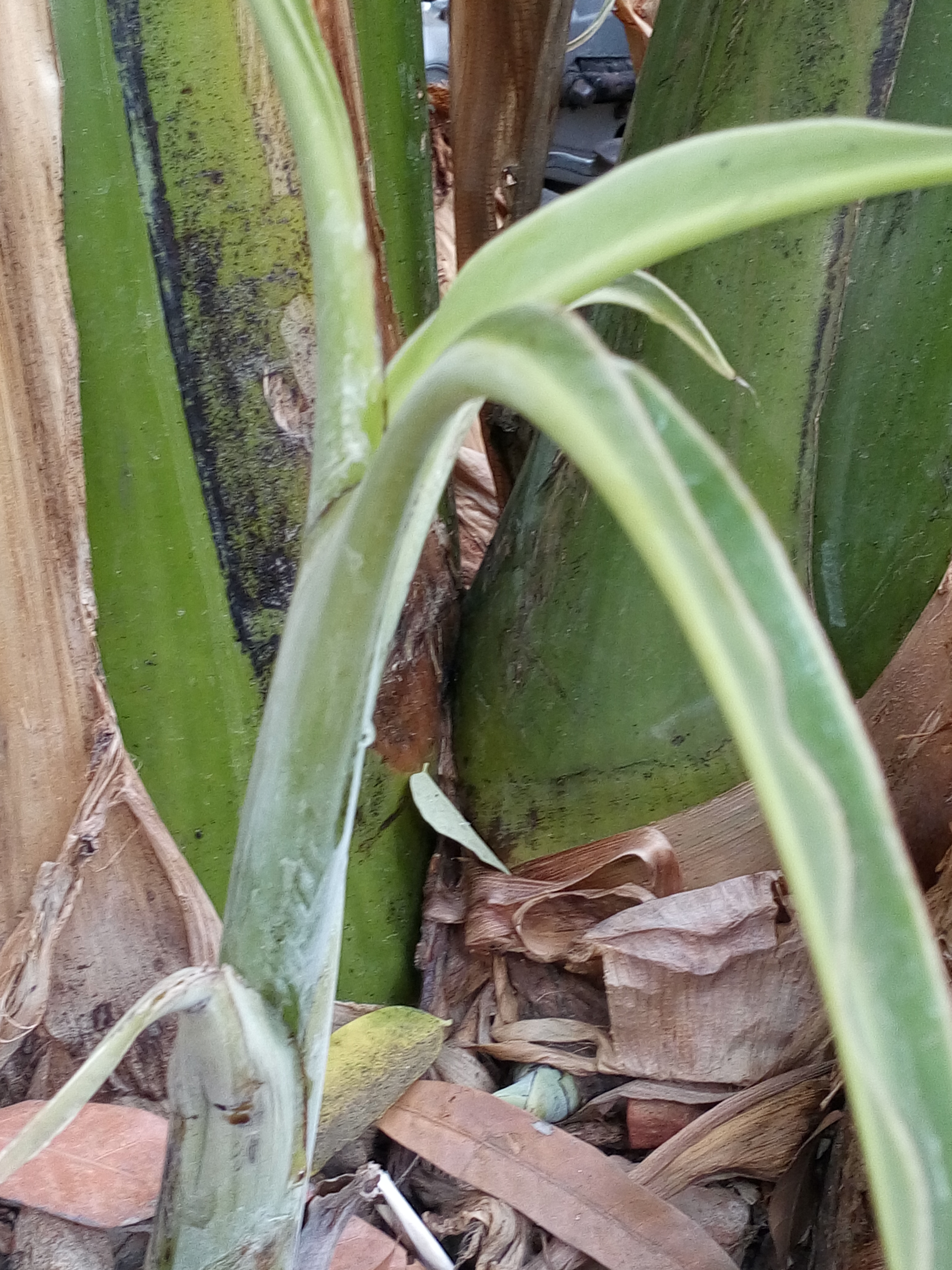
バナナの植え付け

マレシア植物区系区およびインドシナ半島のほぼ全域に自生する。
本種は、より耐寒性のあるリュウキュウバショウと対照的に、熱帯気候を好む。リュウキュウバショウと広く交雑し、現代におけるほぼ全ての食用栽培種に寄与した種である。本種は後に自生地の外にも広がった、これは純粋に人類の手によるものと考えられている。昔の農家が本種をリュウキュウバショウの原生地域へと導入したことで、交雑が起こり、現代の食用クローンが発生した。
AAB栽培品種はおよそ4千年前（紀元前2000年）にフィリピン付近へと広がり、太平洋諸島でMaia MaoliまたはPopoulo群バナナと呼ばれる固有のバナナ栽培品種をもたらした。これらは、昔のポリネシア人の船乗りと接触することで、先コロンブス期の南米にも導入された可能性があるとされるが、その根拠は異論もある。
西にはアフリカまで広がっている。アフリカでは、紀元前1000年から紀元前400年頃には末に交雑種（Musa acuminata × Musa balbisiana）が栽培されていたことが示されている。最初に導入されたのはおそらくマダガスカルで、インドネシアからのものと思われる。
16世紀、これらはポルトガル人によって、西アフリカからカナリア諸島へと導入され、そこから1516年にイスパニョーラ島（現代のハイチとドミニカ共和国）へと導入された。

## 生態
野生では種子によって有性的に繁殖するか、あるいは蘖によって無性的に繁殖する。食用の単為結果栽培品種は、大抵は蘖から栽培されるか、組織培養によってクローン増殖される。種子は新たな栽培品種を開発する研究において使われている。
先駆種であり、森林火災の直後のように、新たに撹乱された地域をすばやく利用する。地域に一度定着すると、より大きな生物多様性のための下地を作る、特定の生態系における「キーストーン種」とも考えられている。再生が早く、特に野生動物の食物源として重要である。
花をつけるが、それらの構造そのものが自家受粉を困難なものとしている。花が果実になるにはおよそ4カ月かかり、根本の房のほうが先端よりも先に熟す。
多種多様な野生生物がこの果実を餌としている。これには、果食性のコウモリ、鳥類、リス、ツパイ、ジャコウネコ、ネズミ、サル、類人猿が含まれる。これらの動物は種子散布にとっても重要である。
成熟した種子は播種後2–3週間で容易に発芽する。発芽していない状態では数カ月から2年間貯蔵しても生存可能であるが、種子から発芽した苗よりも無性的に生じた幼個体の方が大幅に生存率が高いことを示す研究もある。

## 栽培化
1955年、ノーマン・シモンズとケン・シェパードは、現代の食用バナナの分類を遺伝的な由来に基づいて整理した。この分類では、ある栽培種が2つの祖先種（本種およびリュウキュウバショウ）の特徴をどれだけ示しているかを用いている。本種のゲノムの特徴をおおむね、または完全に示すような栽培品種はほとんどがデザートバナナであるのに対して、リュウキュウバショウとの交雑種は大部分が料理用バナナ（プランテン）である。
マレーヤマバショウは最も早く人類によって栽培化された植物の一つである。初めに栽培されたのは、東南アジアと周辺地域（おそらくニューギニア、東インドネシア、フィリピン）である。元々果実以外の何らかの目的、例えば繊維、建材、食材としての雄花の蕾などのために栽培化された可能性が示唆されている。早くから単為結果性および種子不稔性のために選抜されており、これは数千年前から続いている可能性がある。これはまず最初の食用の2倍体クローン（AA栽培品種）をもたらした。2倍体クローンが野生種によって受粉すれば、稔性のある種子が得られる。これによって生まれた3倍体クローンは、より大きな果実をつけるために受け継がれてきたと考えられている。
後にもう一つの野生祖先種であるリュウキュウバショウの自生地域であるインドシナ半島へと導入された。リュウキュウバショウは本種よりも遺伝的多様性が低いが、より丈夫であり、これら2種の交雑によって耐乾性の食用栽培品種が生み出された。現代の食用栽培品種は、これら2種の交雑と倍数化に由来する。

## 観賞植物
マレーヤマバショウは、その特徴的な姿と葉から観賞植物として栽培されるバナナの1種でもある。温帯地域では、10 °C未満の温度に耐えられないため、冬季には保護を必要とする。栽培品種M. acuminata（AAA群）「ドワーフ・キャベンディッシュ」は王立園芸協会のガーデン・メリット賞を受賞したことがある。